# أتاناس أوزونوف

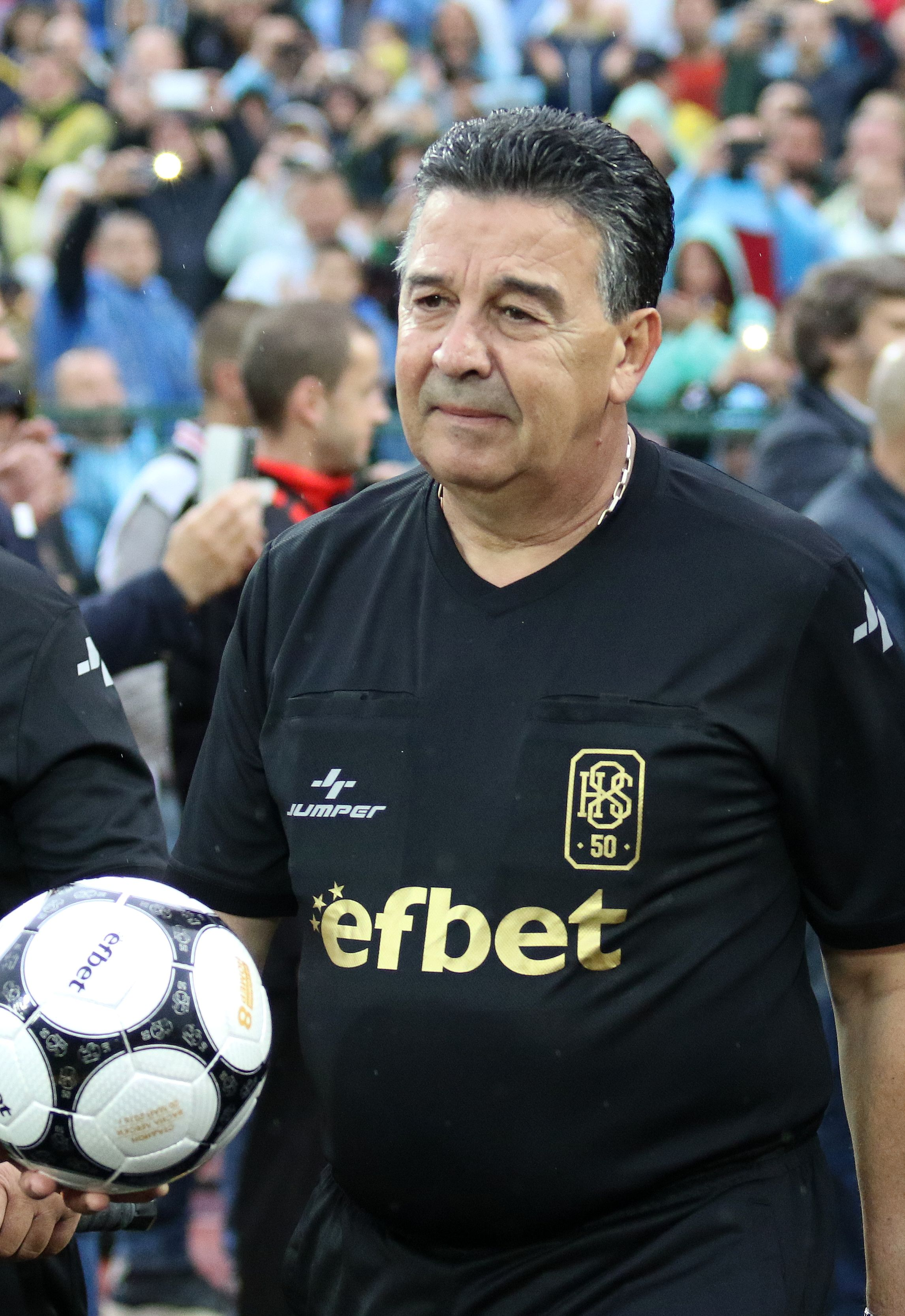
أوزونوف عام 2016

أتاناس أوزونوف (Атанас Узунов، من مواليد 10 نوفمبر 1955) هو حكم كرة قدم بلغاري متقاعد. ولد في مدينة بلوفديف، بدأت مسيرته المهنية في عام 1979 وانتهت في عام 2000. أدار 189 مباراة (الرقم القياسي الحالي) في الدوري البلغاري الممتاز ، ومباراة سويسرا وهولندا في مرحلة المجموعات في بطولة أمم أوروبا 1996 والعديد من مباريات مرحلة المجموعات في دوري أبطال أوروبا أيضًا.